# پیک‌نیک کنار جاده
پیک‌نیک کنار جاده (روسی: Russian: Пикник на обочине, Piknik na obochine) یک رمان کوتاه علمی-تخیلی اثر بوریس و آرکادی استروگاتسکی است که سال ۱۹۷۱ منتشر شد. این رمان دستمایهٔ فیلم استاکر ساختهٔ آندری تارکفسکی قرار گرفت، با فیلمنامه‌ای که به‌دست خود برادران استروگاتسکی نوشته شد.

## داستان

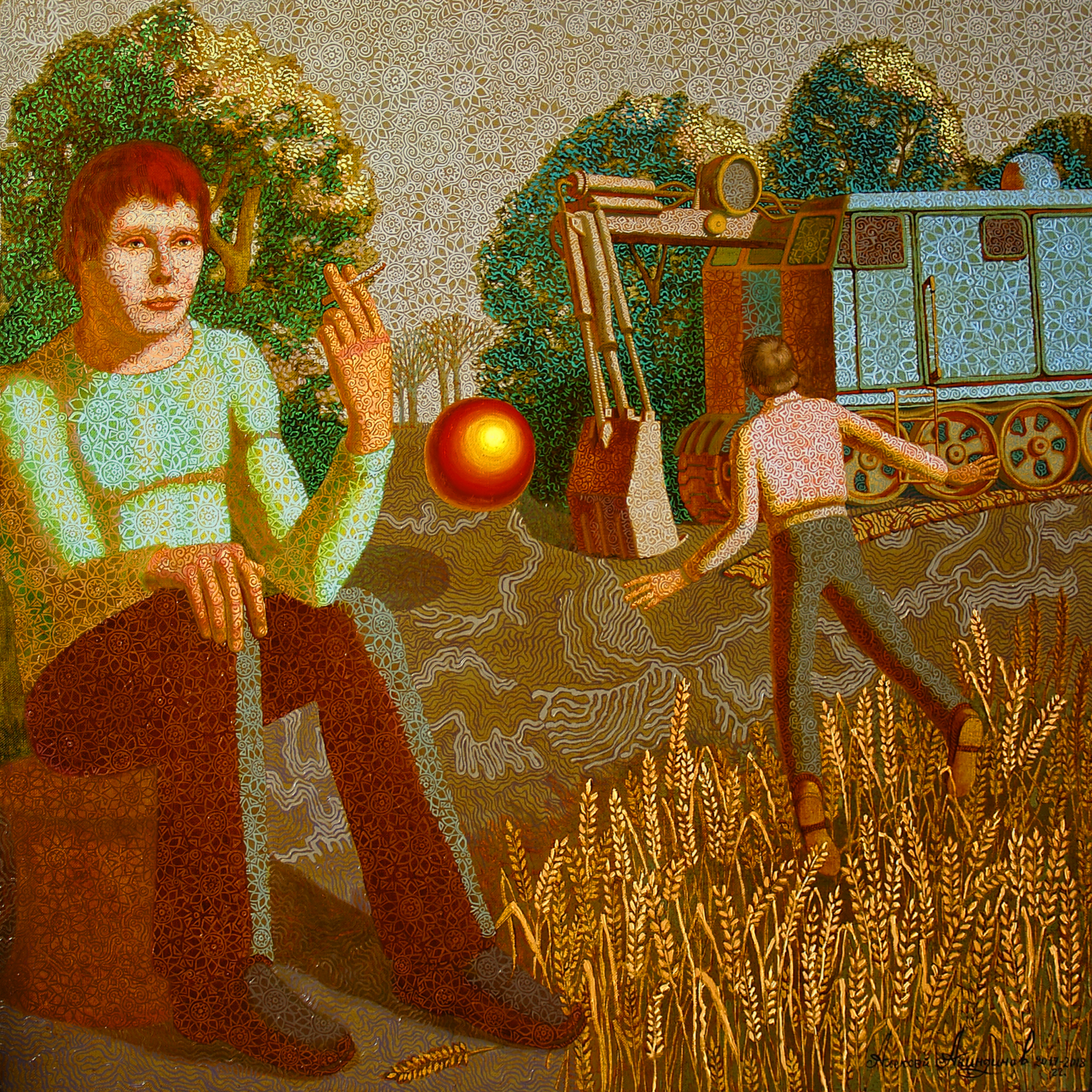
نقاشی الکسی آکیندینوف

حوادثی در طی دو روز به‌طور همزمان در شش نقطه از کره زمین رخ می‌دهد که پس از چندی آن‌را ملاقات موجودات هوشمند فضایی از زمین می‌نامند. نه کسی آمدن، رفتن و یا سفینه‌های آنها را دیده و نه با انسان‌ها ارتباطی برقرار کرده‌اند. تنها در عرض دو روز در این شش نقطه از زمین، انسان‌هایی می‌میرند، انفجار و نور و پدیده‌های غیرطبیعی مشاهده شده و عده‌ای نیز نابینا و یا زخمی می‌شوند. و بعد از آن مقادیر زیادی از اشیا غیرزمینی در این مکان‌ها (که اکنون غیرمسکونی هستند) مشاهده می‌شود که دانشمندان کارکرد آنها را نمی‌دانند اما به مرور با آزمایش‌های مختلف برخی خواص آنها را می‌فهمند؛ مثلاً برخی را باتری‌های همیشگی می‌نامند چون انرژی تولیدی آنها هیچگاه به اتمام نمی‌رسد. سازمانی بین‌المللی شامل دانشمندان و متخصصان رشته‌های مختلف تشکیل می‌شود که اطراف این نقاط مستقر می‌شوند و به بررسی و جمع‌آوری مصنوعات فضایی‌ها می‌پردازند. اما با این حال بازار سیاهی نیز برای این اشیاء درست می‌شود و عده‌ای که آنها را stalker می‌نامند به‌صورت قاچاقی و غیرقانونی به داخل این منطقه‌ها رفته و تا آنجا که بتوانند از این اشیاء پیدا کرده و برای فروش به بیرون می‌آورند. اما بیرون آوردن این وسایل کار آسانی نیست. پدیده‌های غیرمعمول فیزیکی بسیاری در این مناطق مشاهده می‌شود که stalkerها آنها را تله می‌نامند. تله‌های جاذبه‌ای که قابل دیدن نیستند و اگر اشتباهی به درون آن بروی در یک لحظه در هم خرد می‌شوی. حوضچه‌های مواد اسیدی که به آنها slime می‌گویند. چرخنده که انسان‌ها را چرخ می‌کند، تارهایی که قلب را از کار می‌اندازند، جریان‌های الکتریکی ناگهانی که انسان را جزغاله می‌کنند و غیره. هر بار افراد تازه‌کار زیادی برای کنجکاوی یا به خاطر پول، به دور از چشم ماموران امنیتی از حصارها و دیوارهای امنیتی می‌گذرند به درون منطقه می‌روند و تقریباً هیچ‌کدام از آنها زنده برنمی‌گردند.
اما داستان درباره یکی از این مناطق است که محل اصلی آن مشخص نیست (شاید در کانادا یا آلاسکا باشد). یکی از مردمان بومی منطقه با نام ردریک شوهارت (Redrick Schuhart)، زندگی‌اش را از بیرون آوردن وسایل بیگانگان می‌گذراند. کتاب چهار بخش اصلی دارد که بخش اول مربوط به دوران جوانی اوست که به عنوان دستیار آزمایشگاه در موسسه بین‌المللی تحقیق درباره بیگانگان کار می‌کند. بخش دوم درباره زمانی‌ست که او پس از حادثه‌ای از این موسسه بیرون رفته و دوباره به قاچاق از منطقه روی آورده است. در بخش چهارم کتاب که بخش آخر است، ردریک بیش از سی و اندی از عمرش گذشته و حال گویا برای آخرین بار به داخل منطقه می‌رود. این بار برای پیدا کردن گوی آرزوها! گویی که در شایعه‌ها گفته شده آرزوهای افراد را می‌تواند برآورده کند.
نام کتاب برگرفته از گفتگویی است که میان یکی از دانشمندان و کارمندان موسسه روی می‌دهد و دانشمند در حال مستی، آشفتگی‌های ذهنی خود را برملا می‌کند و می‌گوید دیدار بیگانگان هوشمند از زمین را همچون گردش یک‌شبهٔ انسان‌ها در کنار جاده‌ای در جنگل می‌داند که در صبح، موجودات، لرزان از مخفیگاه‌هایشان بیرون می‌آیند و آشغال‌ها و وسایلی که انسان‌ها به جای گذاشته‌اند را می‌بینند اما هیچ درکی از کارکرد آنها ندارند.